# Schivereckia
Schivereckia é um género botânico pertencente à família Brassicaceae.